# Chamaeza nobilis
Il tordo formichiero striato o formicario striato (Chamaeza nobilis Gould, 1855) è un uccello passeriforme della famiglia Formicariidae.

## Etimologia
Il nome scientifico della specie, nobilis, deriva dal latino e si riferisce alla livrea di questi uccelli.

## Descrizione

### Dimensioni
Misura 22,5 cm di lunghezza, per 119-152 g di peso: a parità d'età, le femmine sono leggermente più piccole e leggere rispetto ai maschi.

### Aspetto

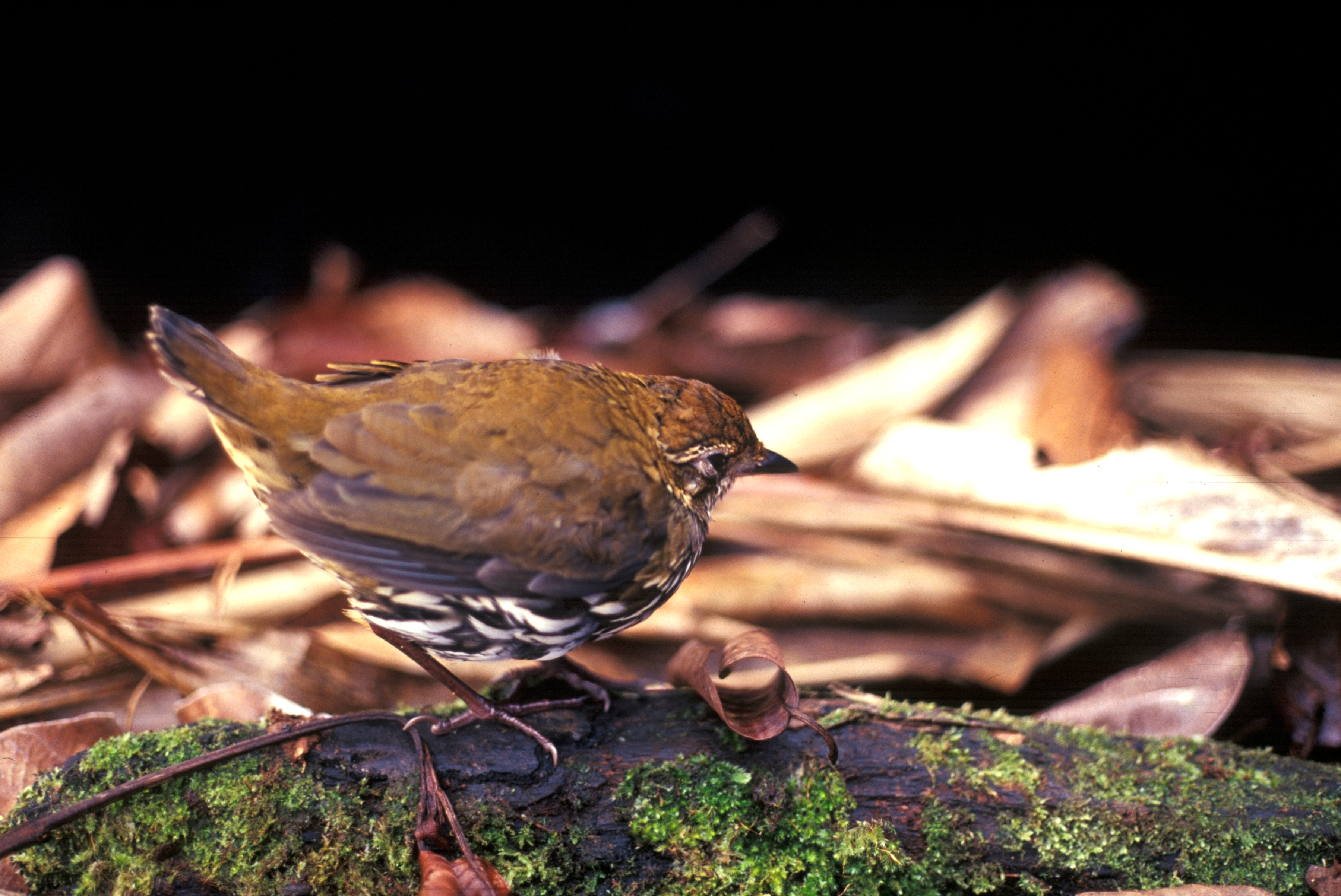
Esemplare al suolo in Ecuador.

Si tratta di uccelli dall'aspetto paffuto e massiccio, muniti di testa arrotondata con becco sottile e appuntito, ali corte e arrotondate, zampe allungate e coda squadrata.
Il piumaggio si presenta di colore bruno dorsalmente, più scuro su dorso, ali, codione e coda (con ali e coda che tendono a presentare orlo esterno di colore nerastro) e sfumato nel bruno-rossiccio sulla testa: gola, parte centrale del ventre e sottocoda sono di colore bianco, e dello stesso colore sono il sopracciglio ed una sottile banda a mezzaluna presente sui lati del collo, mentre petto e fianchi presentano penne bianche dalla base di colore nero, a dare alla zona un aspetto screziato che frutta alla specie il proprio nome comune.
Il becco è di colore nerastro con base di colore carnicino-violaceo, e le zampe sono anch'esse di quest'ultimo colore: gli occhi sono invece di colore bruno scuro.

## Biologia
Si tratta di uccelli diurni, che vivono da soli o in coppie e passano la maggior parte della giornata muovendosi al suolo alla ricerca di cibo, pronti a rifugiarsi nel folto della vegetazione in caso di pericolo.
Il richiamo del tordo formichiero striato consiste in una serie di fischi che cominciano lenti e distaccati e divengono più veloci ed acuti (da 3 a 16 note al secondo) man mano che esso prosegue.

### Alimentazione
La dieta di questi uccelli non è ancora stata studiata: si pensa tuttavia che essi siano prevalentemente insettivori.

### Riproduzione
I dati riguardanti la riproduzione del tordo formichiero striato sono pochi e frammentari, riguardando l'osservazione di un nido (una struttura globosa di materiale vegetale intrecciato, ubicata nella cavità di un tronco d'albero a circa 3 m dal suolo) e di giovani esemplari appena involati in giugno: si ritiene, tuttavia, che l'evento riproduttivo di questi uccelli non differisca significativamente, per modalità e tempistica, da quanto osservabile fra gli altri formicaridi.

## Distribuzione e habitat
Il tordo formichiero striato è diffuso in America meridionale, della quale popola una buona porzione del bacino amazzonico che va dalla Colombia sud-orientale lungo le pendici orientali della cordigliera andina fino all'area di confine fra Perù sud-occidentale e l'estremo nord-ovest della Bolivia, e da qui verso est fino alle sponde occidentali del Tapajós (sebbene alcun i esemplari sarebbero stati osservati anche nell'area fra quest'ultimo e lo Xingu) con l'area di Santarém come confine orientale dell'areale.
L'habitat di questi uccelli è rappresentato dalle aree di foresta pluviale tropicale con sottobosco non troppo fitto, mentre essi non sono soliti frequentare la foresta alluvionale.

## Tassonomia
Se ne riconoscono tre sottospecie:
- Chamaeza nobilis rubida Zimmer, 1932 - diffusa nella porzione occidentale dell'areale occupato dalla specie, dalla Colombia al Perù;
- Chamaeza nobilis nobilis Gould, 1855 - diffusa dalla valle dell'Huallaga al Rio Madeira;
- Chamaeza nobilis fulvipectus Todd, 1927 - diffusa nella porzione orientale dell'areale occupato dalla specie, ad est del Rio Madeira;

La sottospecie fulvipectus presenta variazioni consistenti a livello di vocalizzazioni ed altre più lievi di carattere morfometrico rispetto alle altre due, e la sua posizione tassonomica è da verificare: allo stesso modo rimane da chiarire l'affiliazione delle popolazioni dell'area compresa fra il Rio Purus e il Rio Madeira, attualmente ascritti alla sottospecie nominale.